# Plurale di modestia
Il pluralis modestiae (plurale di modestia, plurale del pudore) si riferisce all'uso di un pronome plurale per esprimere la modestia evitando il pronome di prima persona singolare "io". Il plurale di modestia è talvolta equiparato al cosiddetto pluralis auctoris ("plurale d'autore"), usato dall'autore di un testo.
Il plurale di modestia e il plurale d'autore sono a volte assimilati, a volte contrapposti al pluralis maiestatis (plurale di maestà).
Si distingue anche dal pluralis benevolentiae ("plurale di benevolenza") termine usato nella linguistica pragmatica per descrivere una forma pronominale di indirizzo, cioè un "noi inclusivo", che viene usato al posto del pronome "tu" o "voi" al fine di ridurre la distanza dalla persona a cui ci si rivolge e per creare riservatezza e calore emotivo.